# Малое Окунёво
Малое Окунëво — деревня Гладышевского сельсовета Мишкинского района Курганской области.

## География
Расположена у реки Миасс.

## История
До 1917 года входила в состав Иванковской волости Челябинского уезда Оренбургской губернии. По данным на 1926 год состояла из 160 хозяйств. В административном отношении входила в состав Иванковского сельсовета Мишкинского района Челябинского округа Уральской области.

## Население
| 1989 | 2002 | 2010 |
| ---- | ---- | ---- |
| 255  | ↘234 | ↘172 |

По данным переписи в деревне проживало 752 человека (341 мужчина и 411 женщин), в том числе: русские составляли 100 % населения.